# Землетрясения в Алма-Ате

Покровская церковь после землетрясения 1887 года

Татарская мечеть после землетрясения 1887 года

Алматы и его окрестности относятся к Алматинскому сейсмоактивному району 9-балльной зоной юго-востока Казахстана. Наиболее сильные землетрясения: Кеминское, Кемино-Чуйское (20 июня 1936), Чиликское (30 ноября 1967), Сары-Камышское (5 июня 1970), Джамбулское (10 мая 1971) — названные по географическому нахождению эпицентра.
Научным центром, занимающимся прогнозированием и изучением землетрясений, является институт сейсмологии. Систематические сведения о землетрясениях известны со второй половины XIX века, в связи с геологическим изучением Семиречья экспедициями горных инженеров Александра Степановича Татаринова и Ивана Игнатьева.

## Землетрясение 1887 года
28 мая (9 июня) 1887 года произошло Верненское землетрясение, разрушившее 1799 каменных и 839 деревянных одно-, двух- и более этажных зданий глиняной обработки в центральной части.
Оно произошло в 04:35 по местному времени вблизи города Верный (ныне Алматы) с магнитудой Mw 7.3–7.8 по шкале Рихтера. Его очаг располагался на северном склоне Заилийского Алатау в 10—12 километрах к югу от города на глубине около 60 километров. За землетрясением последовали многочисленные ощутимые афтершоки.
Выяснение геологических причин землетрясения, его размеров и последствий, выбор нового места для Верного поручили профессору Петербургского горного института И. В. Мушкетову. Общая площадь разрушений по оценке учёного составила более 2000 км². Эпицентр землетрясения находился на северном склоне Заилийского Алатау на высоте 1500—1800 м, в 10—12 км южнее Верного. И. В. Мушкетов подобрал кадры для верненской метеостанции (П. М. Зенков, Э. О. Баум, К. А. Ларионов) и приобрёл сейсмограф в 1889 году.

## Другие масштабные землетрясения
За два года с 1887 по 1890-й в районе Верненского землетрясения было зафиксировано свыше 600 подземных толчков. Научные выкладки Мушкетова легли в основу «Правил о возведении зданий, наиболее устойчивых от разрушительных действий землетрясения на основании науки и опыта», утверждённых Семиреченским областным правлением 8 ноября 1888 года. По этим правилам или нормам велось дальнейшее антисейсмическое строительство Верного. Интенсивные землетрясения произошли 1 июля (13 июля) 1889 года (Чиликское) и 22 декабря 1910 (4 января 1911) (Кеминское). Первое охватило огромный район. Землетрясение ощущали в Павлодаре, в Семипалатинске, Верном, где были разрушены постройки. Следующее Кеминское землетрясение было зарегистрировано в Главной физической обсерватории (ныне ГГШ имени А. И. Войсекова, Пулково) русским геофизиком академиком Петербургской АН Б. Б. Голициным и оценено в 11-12 баллов по сейсмической шкале. По своей мощности оно не уступало землетрясению 1887 года, однако разрушений и жертв было значительно меньше, так как при строительстве Верного использование опыта местных зодчих и строителей увязывалось с поисками новых конструкторских систем. 

Последствия землетрясения 1910 года

Инженер А. П. Зенков писал по этому поводу: 

«С глубокой верой за успехи будущего я не боюсь за наш город, за нашу Семиреченскую и в то же время сейсмическую область. Я верю в его будущее. Я верю, что недалеко то время, когда наш город украсится солидными в несколько этажей каменными, бетонными и другими долговечными строениями»— «Семиреченские областные ведомости», 1911 год, 8 марта.
Верненское землетрясение 1910 (1911) года изучалось экспедицией под руководством учёного геолога К. И. Богдановича.
Утром 1 мая 2011 года жители Алматы ощутили землетрясение интенсивностью в 4 – 5 баллов. Однако вслед за ним в течение всего дня многократно повторялись ощутимые толчки интенсивностью в 2–4 балла с перерывом в несколько часов. Землетрясение буквально вызвало панику среди жителей, а новость о нем разлетелась по всей стране. Сейсмологи даже называли его уникальным, поскольку столь значительные афтершоки после основного толчка были нехарактерными, и такое явление происходило в регионе впервые.
31 мая 2012г. в 03.20 в Алматы произошло землетрясение. По данным городского ДЧС, сила землетрясения в эпицентре, который находился в 146 км на юго-восток от Алматы, составила 5,9 балла. В Алматы подземные толчки ощущались силой 4 балла. 
Землетрясение магнитудой 6.6 произошло в 225 км от Алматы 28 января 2013г. в 22 час 38 мин. На экстренном брифинге в департаменте по чрезвычайным ситуациям директор Института сейсмологии Танаткан Абаканов сообщил, что магнитуда землетрясения в эпицентре была около 7 баллов, в Алматы – около 4 балла.
В Алматы произошло землетрясение ощутимостью 4 балла около 5:30 утра 9 августа 2017 года
23 января и 4 марта 2024 года произошли землетрясения, магнитуда оценена от 4 до 5 баллов.
В ноябре 2024 года возобновились толчки с магнитудой от 2 до 4 баллов. В рамках поручения президента РК Касым-Жомарта Токаева о сейсмической безопасности Алматы, МЧС ведет работу по созданию «Южной базы оперативного назначения МЧС „Алатау“». На базе планируется разместить подразделения АО «Казавиаспас». По данным Национального научного центра сейсмологических наблюдений и исследований (ННЦСНИ), согласно заключению экспертной комиссии по оценке сейсмической ситуации, на конец текущего года сильных, разрушительных землетрясений с магнитудой 5,5 и более — не ожидается.